# Giraumont (Meurthe-et-Moselle)
Pour les articles homonymes, voir Giraumont.
Giraumont est une commune française située dans le département de Meurthe-et-Moselle, en région Grand Est.

## Géographie
Giraumont est limitrophe de Jarny et bordée au nord par l'Orne. Le territoire communal inclut le hameau de Tichémont au nord-ouest.
| Hatrize |                       | Moineville |
| Labry   | Giraumont             | Jouaville  |
| Jarny   | Doncourt-lès-Conflans |            |

### Hydrographie

#### Réseau hydrographique
La commune est dans le bassin versant du Rhin au sein du bassin Rhin-Meuse. Elle est drainée par le ruisseau de Fleury, le ruisseau de Jouaville, le ruisseau des Rouaux et l'Orne,.

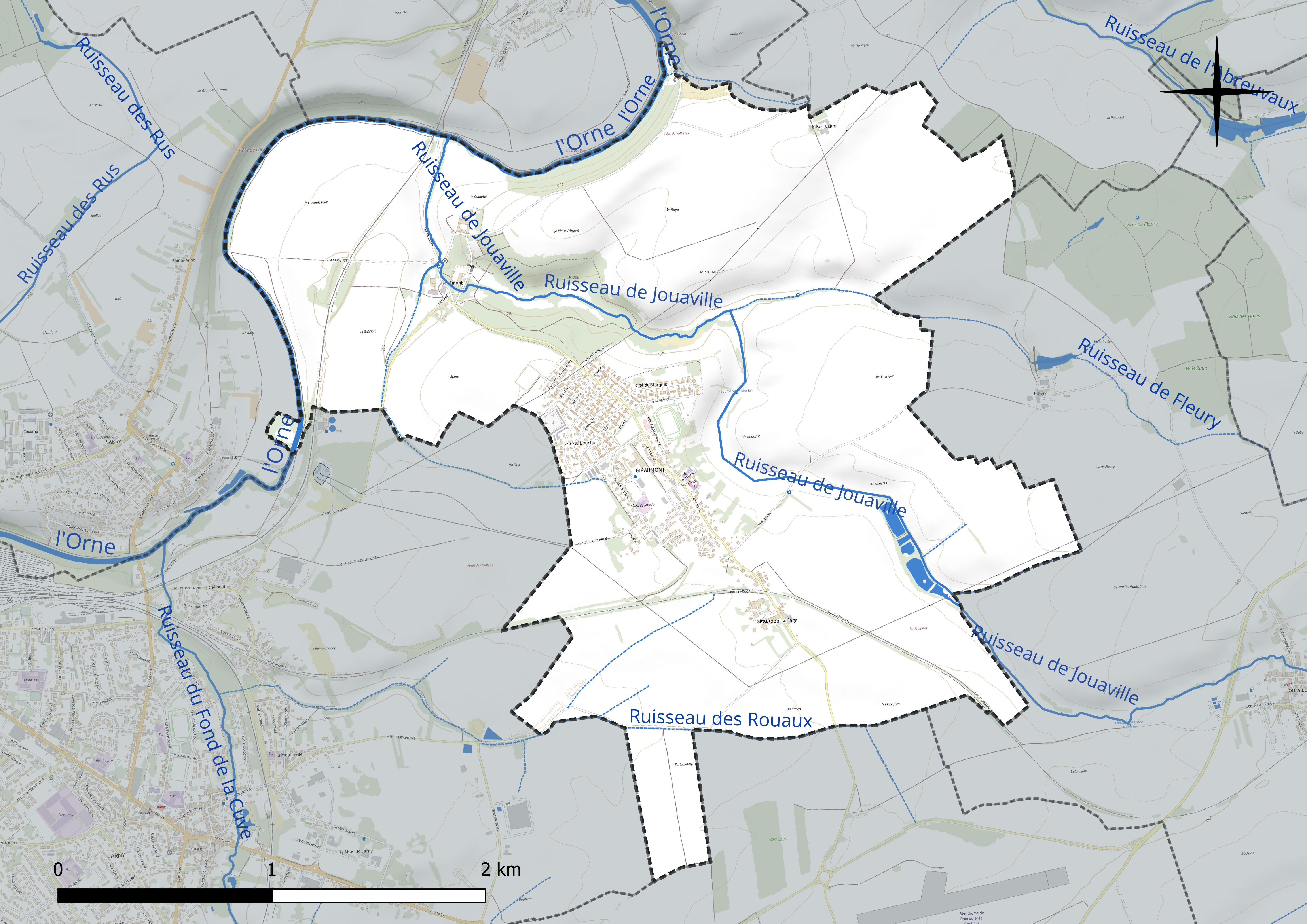
Réseau hydrographique de Giraumont.

#### Gestion et qualité des eaux
Le territoire communal est couvert par le schéma d'aménagement et de gestion des eaux (SAGE) « Bassin ferrifère ». Ce document de planification concerne le périmètre des anciennes galeries des mines de fer, des aquifères et des bassins versants hydrographiques associés qui s’étend sur 2 418 km2. Les bassins versants concernés sont celui de la Chiers en amont de la confluence avec l'Othain, et ses affluents (la Crusnes, la Pienne, l'Othain), celui de l'Orne et ses affluents et celui de la Fensch, le Veymerange, la Kiesel et les parties françaises du bassin versant de l'Alzette et de ses affluents (Kaylbach, ruisseau de Volmerange). Il a été approuvé le 27 mars 2015. La structure porteuse de l'élaboration et de la mise en œuvre est la région Grand Est. 
La qualité des cours d’eau peut être consultée sur un site spécial géré par les agences de l’eau et l’Agence française pour la biodiversité. 

### Climat
Pour des articles plus généraux, voir Climat du Grand Est et Climat de Meurthe-et-Moselle.
En 2010, le climat de la commune est de type climat des marges montargnardes, selon une étude du Centre national de la recherche scientifique s'appuyant sur une série de données couvrant la période 1971-2000. En 2020, Météo-France publie une typologie des climats de la France métropolitaine dans laquelle la commune est exposée à un climat semi-continental et est dans la région climatique  Lorraine, plateau de Langres, Morvan, caractérisée par un hiver rude (1,5 °C), des vents modérés et des brouillards fréquents en automne et hiver. 
Pour la période 1971-2000, la température annuelle moyenne est de 9,6 °C, avec une amplitude thermique annuelle de 16,6 °C. Le cumul annuel moyen de précipitations est de 789 mm, avec 12,2 jours de précipitations en janvier et 9,2 jours en juillet. Pour la période 1991-2020, la température moyenne annuelle observée sur la station météorologique de Météo-France la plus proche, « Doncourt-lès-Conflans », sur la commune de Doncourt-lès-Conflans à 3 km à vol d'oiseau, est de 10,7 °C et le cumul annuel moyen de précipitations est de 710,3 mm. 
La température maximale relevée sur cette station est de 40,9 °C, atteinte le 25 juillet 2019 ; la température minimale est de −16,5 °C, atteinte le 26 décembre 2010,,. 
Les paramètres climatiques de la commune ont été estimés pour le milieu du siècle (2041-2070) selon différents scénarios d'émission de gaz à effet de serre à partir des nouvelles projections climatiques de référence DRIAS-2020. Ils sont consultables sur un site spécial publié par Météo-France en novembre 2022.

## Urbanisme

### Typologie
Au 1er janvier 2024, Giraumont est catégorisée petite ville, selon la nouvelle grille communale de densité à sept niveaux définie par l'Insee en 2022.
Elle est située hors unité urbaine. Par ailleurs la commune fait partie de l'aire d'attraction de Metz, dont elle est une commune de la couronne,. Cette aire, qui regroupe 245 communes, est catégorisée dans les aires de 200 000 à moins de 700 000 habitants,.

### Occupation des sols
L'occupation des sols de la commune, telle qu'elle ressort de la base de données européenne d’occupation biophysique des sols Corine Land Cover (CLC), est marquée par l'importance des territoires agricoles (85,9 % en 2018), en diminution par rapport à 1990 (87,8 %). La répartition détaillée en 2018 est la suivante : terres arables (76,7 %), prairies (9,2 %), zones urbanisées (7,2 %), forêts (5 %), milieux à végétation arbustive et/ou herbacée (1,9 %). L'évolution de l’occupation des sols de la commune et de ses infrastructures peut être observée sur les différentes représentations cartographiques du territoire : la carte de Cassini (XVIIIe siècle), la carte d'état-major (1820-1866) et les cartes ou photos aériennes de l'IGN pour la période actuelle (1950 à aujourd'hui).

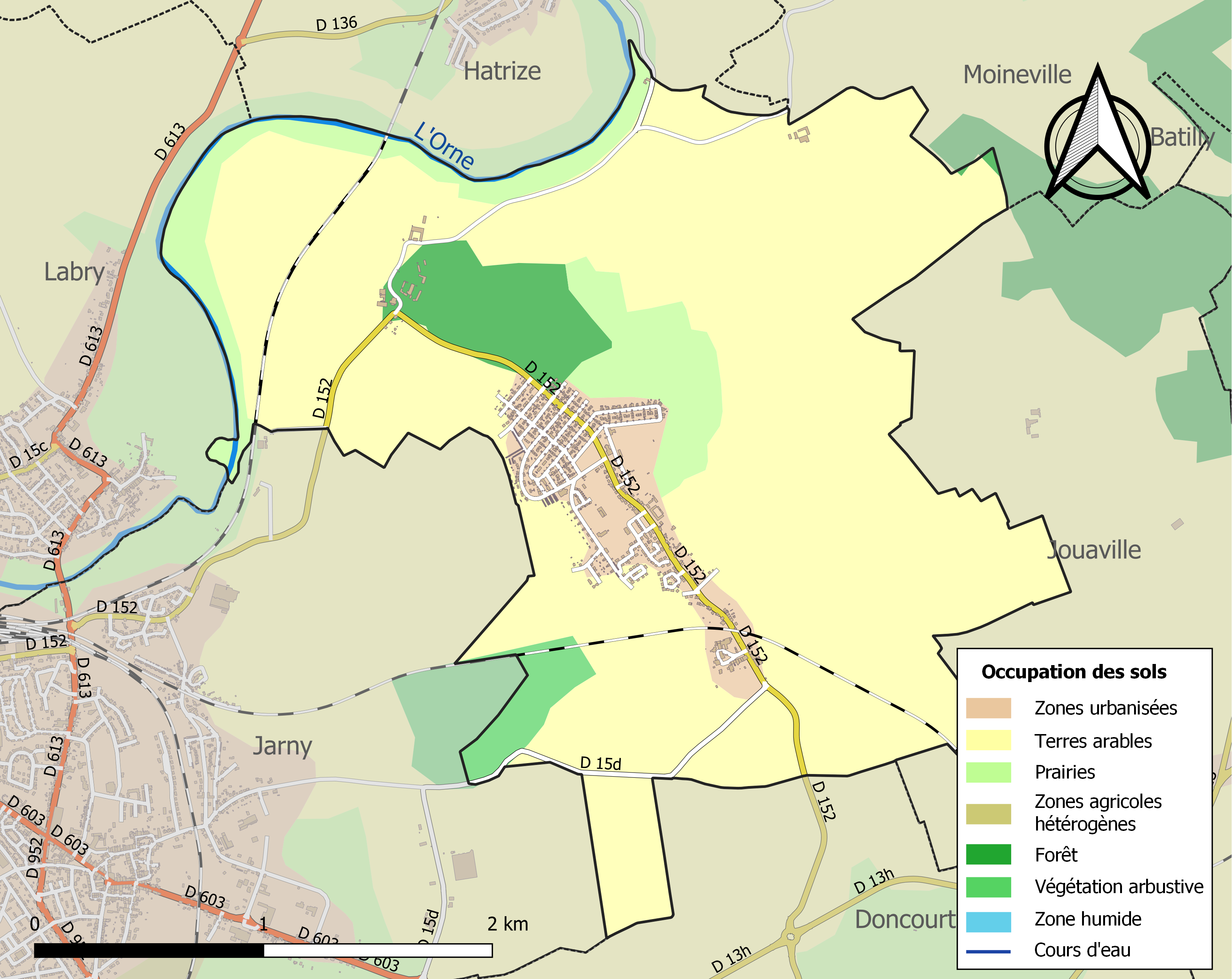
Carte des infrastructures et de l'occupation des sols de la commune en 2018 (CLC).

## Toponymie
Le nom de la localité est attesté sous les formes Geraumont (1297) ; Geralmont (1316) ; Giramont (1544).

## Histoire
En 1817, Giraumont, village de l'ancienne province du Barrois a pour annexe le village de Tichémont et l’ermitage de Vallières. À cette époque, il y avait 78 habitants répartis dans 16 maisons. Non loin de ce village était la Basse-Giraumont dont il ne reste que quelques vestiges.
De 1912 à 1978, une mine de fer est exploitée à Giraumont. L'activité minière entraîne un afflux de nouveaux habitants, dont une importante communauté polonaise.

## Politique et administration
| Période                                  | Période                   | Identité                                           | Étiquette | Qualité      |
| ---------------------------------------- | ------------------------- | -------------------------------------------------- | --------- | ------------ |
| Les données manquantes sont à compléter. |                           |                                                    |           |              |
| mai 1945                                 | mars 1977                 | Marcel Scherrer                                    |           |              |
| mars 1977                                | mars 1989                 | Mieczyslaw Taborek                                 |           |              |
| mars 1989                                | mars 2001                 | Pierre Pluntz                                      |           |              |
| mars 2001                                | mars 2008                 | J.M Perrin                                         |           |              |
| mars 2008                                | En cours (au 23 mai 2020) | Jean-Claude Maffei, Réélu pour le mandat 2020-2026 |           | Ancien cadre |

## Population et société

### Démographie
L'évolution du nombre d'habitants est connue à travers les recensements de la population effectués dans la commune depuis 1793. Pour les communes de moins de 10 000 habitants, une enquête de recensement portant sur toute la population est réalisée tous les cinq ans, les populations de référence des années intermédiaires étant quant à elles estimées par interpolation ou extrapolation. Pour la commune, le premier recensement exhaustif entrant dans le cadre du nouveau dispositif a été réalisé en 2007.

En 2022, la commune comptait 1 370 habitants, en évolution de +1,78 % par rapport à 2016 (Meurthe-et-Moselle : −0,13 %, France hors Mayotte : +2,11 %).
| 1793 | 1800 | 1806 | 1821 | 1836 | 1841 | 1861 | 1866 | 1872 |
| ---- | ---- | ---- | ---- | ---- | ---- | ---- | ---- | ---- |
| 117  | 89   | 87   | 115  | 112  | 111  | 115  | 95   | 103  |

| 1876 | 1881 | 1886 | 1891 | 1896 | 1901 | 1906 | 1911 | 1921 |
| ---- | ---- | ---- | ---- | ---- | ---- | ---- | ---- | ---- |
| 114  | 119  | 113  | 117  | 106  | 108  | 124  | 123  | 418  |

| 1926  | 1931  | 1936  | 1946  | 1954  | 1962  | 1968  | 1975  | 1982  |
| ----- | ----- | ----- | ----- | ----- | ----- | ----- | ----- | ----- |
| 1 034 | 1 642 | 1 387 | 1 715 | 1 931 | 2 064 | 1 826 | 1 509 | 1 186 |

| 1990  | 1999  | 2006  | 2007  | 2012  | 2017  | 2022  | - | - |
| ----- | ----- | ----- | ----- | ----- | ----- | ----- | - | - |
| 1 137 | 1 171 | 1 178 | 1 178 | 1 348 | 1 320 | 1 370 | - | - |

## Culture locale et patrimoine

### Lieux et monuments
- Présence gallo-romaine.

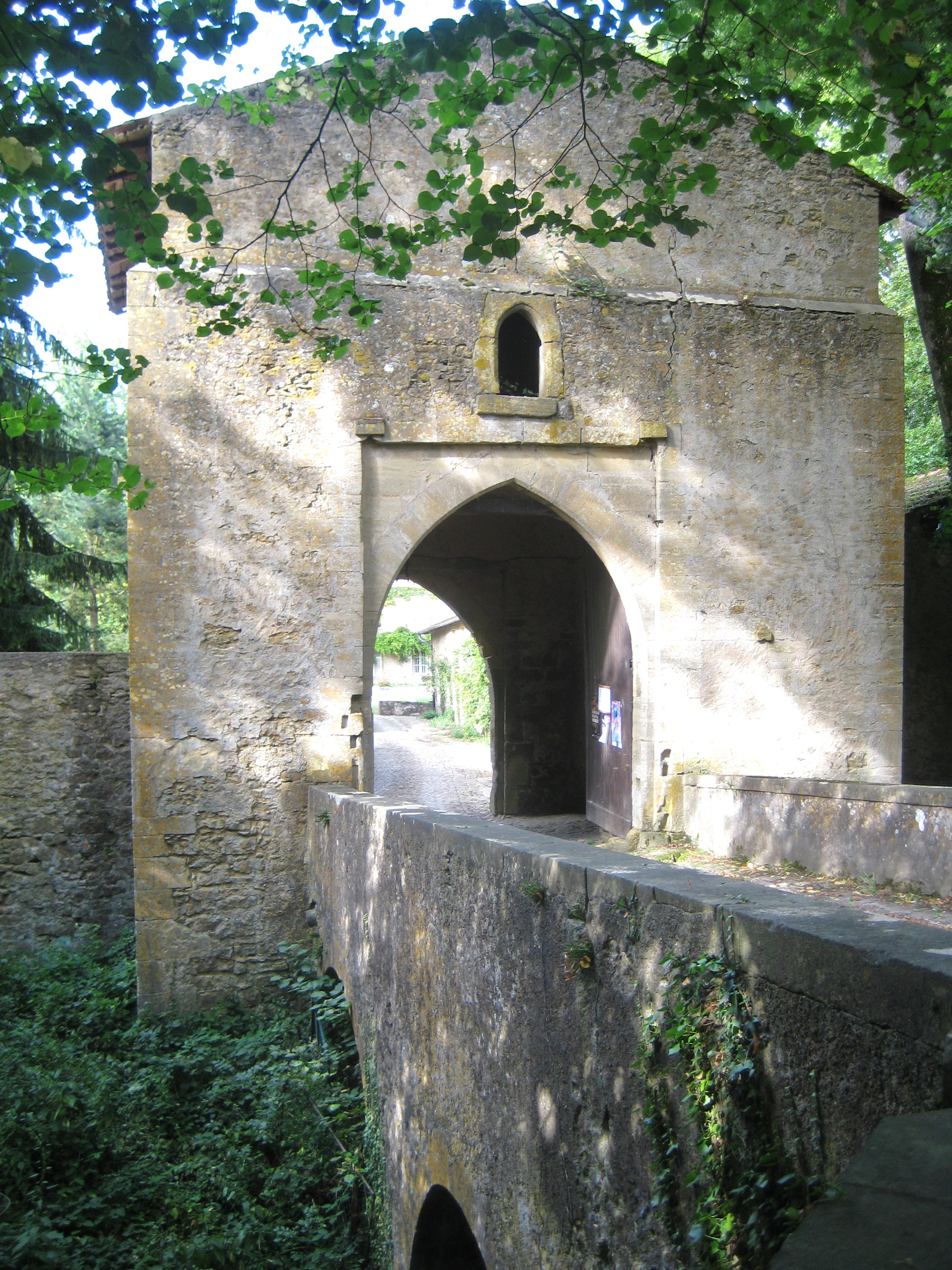
Porte du château fort de Tichémont.

- Château de Vallières reconstruit au XIXe siècle ; avec remploi d'une porte XVIe siècle ; et d'écus armoriés XVIIe siècle, parties constituantes : une chapelle, un ermitage, calvaire 1630 ; Vierge allaitant XVe siècle, statue d'abbesse XVe siècle.
- Château fort de Tichémont du XIVe siècle, transformé du XVIe au XIXe siècle. Porte fortifiée du XVe siècle. Ferme datée 1699, remaniée au XIXe siècle. Logis nord daté 1568. Jardin à la française aménagé au début du XVIIIe siècle. Jardin paysager réalisé au XIXe siècle à l'emplacement d'un étang asséché. Orangerie de 1824. Le domaine de la ferme et du château de Tichémont sont inscrits au titre des monuments historiques par arrêté du 20 septembre 1996[25].

#### Édifices religieux
- Église paroissiale Saint-Nicolas construite durant le 2e quart du XXe siècle.
- Ancienne chapelle Saint-Nicolas désaffectée sous la Restauration.

### Personnalités nées dans la commune
- Jean Fusoris (vers 1365-1436), ecclésiastique et scientifique ;
- René Fallas (1922-2019), résistant et militant politique, né à Giraumont ;
- Léon Gorczewski (1933-2020), footballeur professionnel de 1957 à 1962 ;
- Bruno Rodzik (1935-1998), footballeur professionnel de 1957 à 1968 (international de 1960 à 1963) ;
- Marcel Adamczyk (1935-2023), footballeur professionnel de 1954 à 1971 (international en 1963) ;
- Zygmunt Chlosta (1938-1994), footballeur professionnel de 1961 à 1973 ;
- Jean-Claude Piumi (1940-1996), footballeur professionnel de 1959 à 1972 (international de 1962 à 1967) ;
- Bernard Zénier (1957-), footballeur professionnel de 1974 à 1991 (international de 1977 à 1987).

### Héraldique
| Blason de Giraumont | Blason  | Parti : au 1er d'azur semé de croisettes recroisetées au pied fiché d'or à deux bars adossés de même, au 2e de gueules à la crosse d'argent ; sur le tout, d'argent au chevalet d'un puits de mine de sable. |
| Blason de Giraumont | Détails | Le statut officiel du blason reste à déterminer. |